# Giovanni Antonio Fumiani
Giovanni Antonio Fumiano oder Fumiani (Vorname auch Gian Antonio;* um 1645 in Venedig; † 1710) war ein italienischer Maler des Barock.

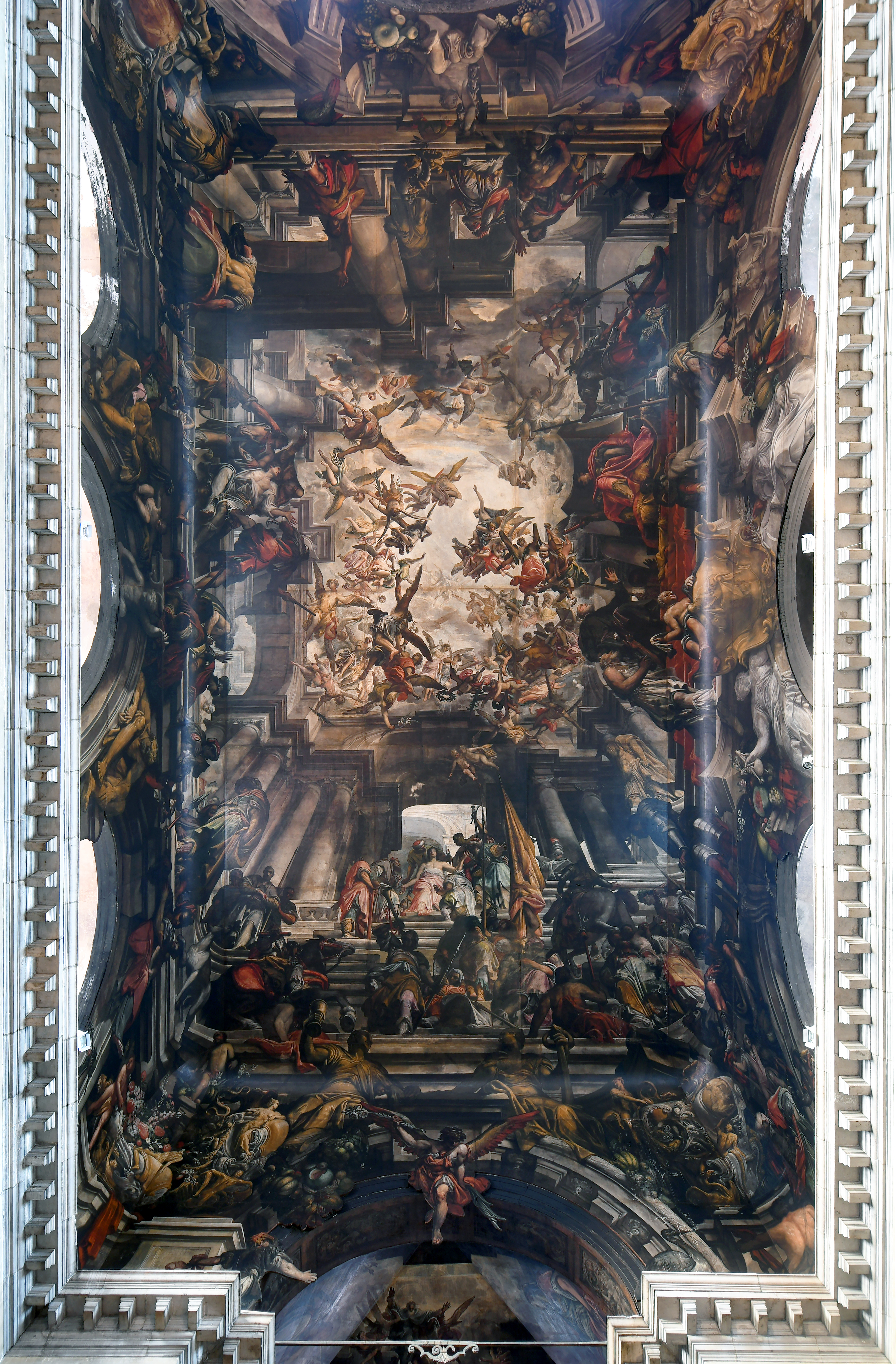
Deckengemälde St. Pantalon, Venedig

Er ging in Bologna bei Domenico degli Ambrogi in die Lehre, ist aber 1668 wieder in Venedig nachweisbar, wo er eine Madonna mit Heiligen in San Benedetto malte. 1674 schuf er für San Lorenzo in Vicenza die Jungfrau, die Pius V. erscheint. Für die venezianische Kirche San Rocco entstand 1678 ein dramatisch bewegtes Wandgemälde (in Öl) Christus verjagt die Händler aus dem Tempel (1678). Fumiani lieferte auch Kartons für die Mosaiken in San Marco. Für San Pantalon in Venedig schuf er ein großes Deckengemälde auf Leinwänden von insgesamt von 25 mal 50 m. Es ist eines der größten Leinwandgemälde der Welt und wurde von ihm 1680 bis 1704 ausgeführt.

## Galerie

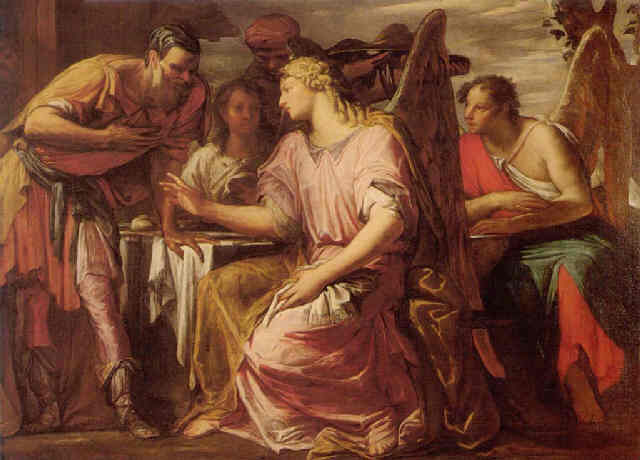
Abraham und die drei Engel
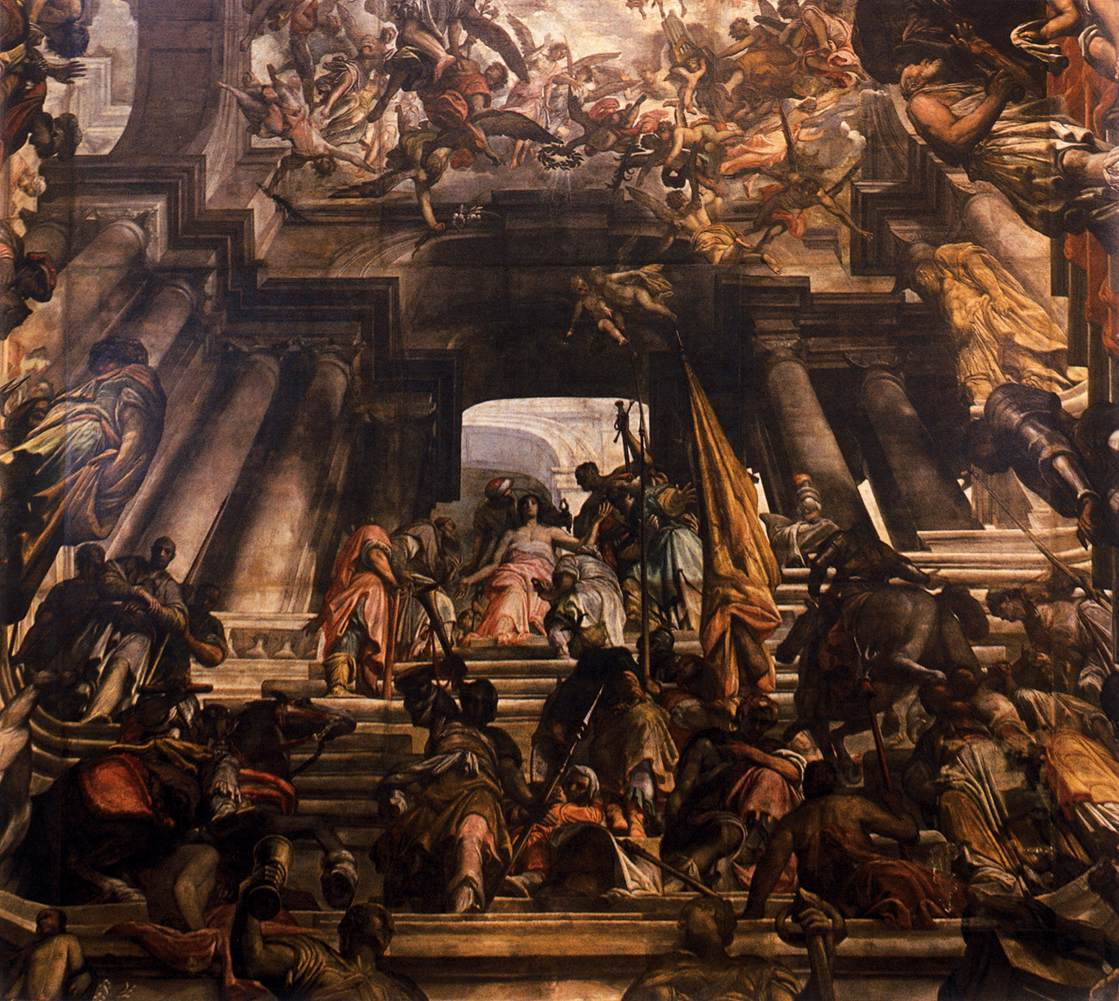
Martyrium und Apotheose des Hlg. Pantalon, San Pantalon, Venedig
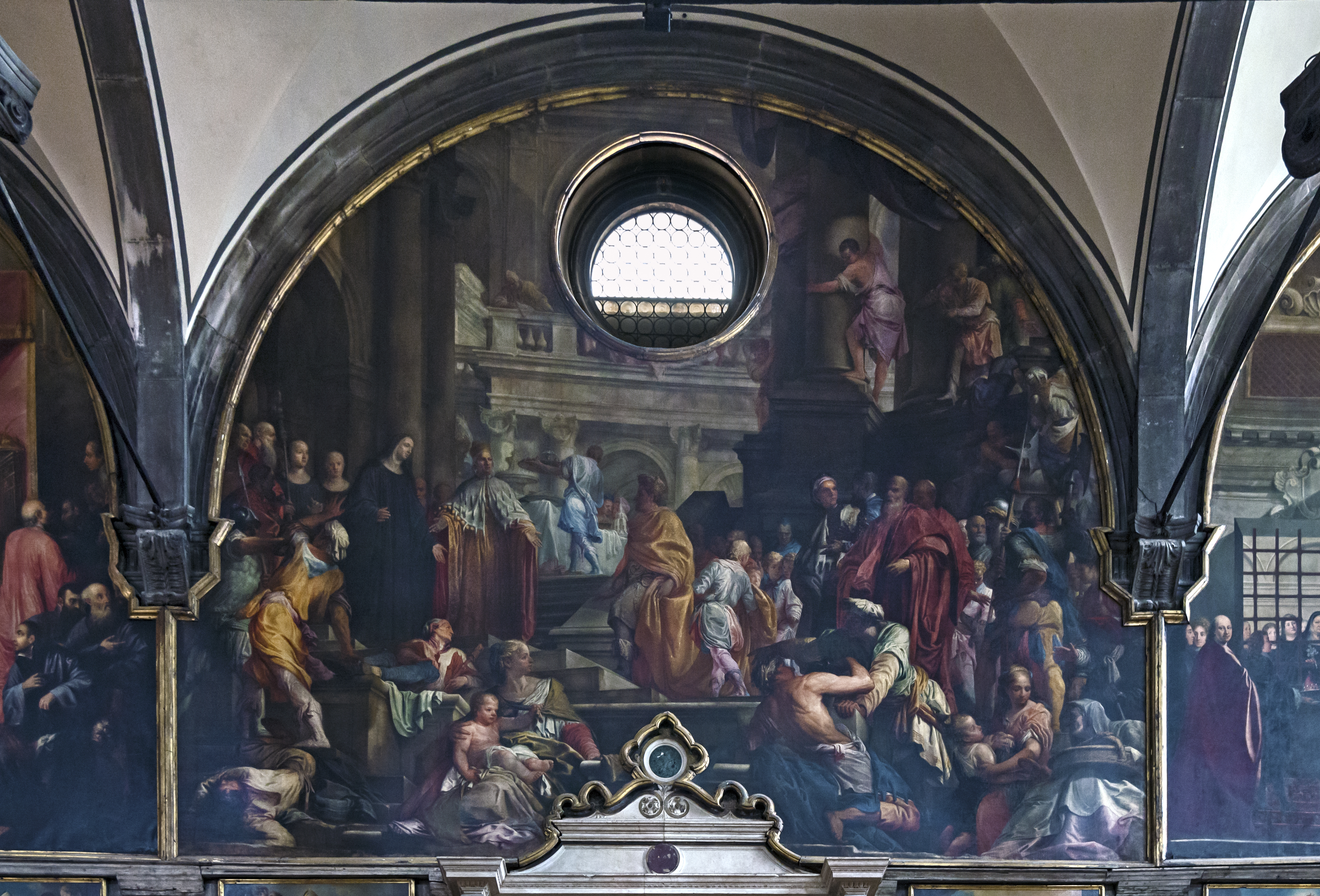
Visita al monastero dell'imperatore Ottone III San Zaccaria Venedig